# Ramlethal Valentine
Ramlethal Valentine (ラムレザル＝ヴァレンタイン Ramurezaru Varentain) è un personaggio immaginario appartenente al franchise videoludico picchiaduro Guilty Gear creato da Daisuke Ishiwatari. Debutta in Guilty Gear Xrd,dove ricopre il ruolo di antagonista principale. È inoltre sorella maggiore di Elphelt Valentine.
È stata confermata come personaggio giocabile in Guilty Gear -STRIVE-.

## Design
Ramlethal ha l'aspetto di una ragazza adolescente dalla pelle scura con i capelli bianchi e gli occhi dorati con riflessi bronzei. Il suo vestito da battaglia comprende un berretto bianco e nero in stile orecchie di gatto, e un grande mantello bianco con spalline con fori per far passare le braccia attraverso. Il mantello sembra essere un tipo di Lucifero data la sua natura organica e un po' senziente (la parte inferiore del mantello sembra un po' carnosa e il suo bordo possiede denti segabili per strappare la carne dei suoi avversari). Sotto il mantello indossa il minimo di abbigliamento che comprende pantaloncini bianchi, un ampio cinturino bianco con fibbia rotonda indossata come un top tubo, e versioni più piccole delle cinghie di cui sopra come accessori sulle cosce e sulle braccia.
Ha due Lucifero al suo fianco che hanno ali simili a pipistrelli e portano grandi spade in stile katana in suo favore. La sinistra Lucifero è bianca mentre quella destra è nera. 

## Biografia immaginaria
Una ragazza solinga dichiara guerra al mondo intero. È una forma di vita non umana nata nel backyard, che governa tutta la creazione. È il successore di Valentine che ha orchestrato il precedente incidente del Battesimo 13 (l'invasione illiriana). Come assassina dell'Apocalisse spietata, il suo obiettivo è lo sterminio della razza umana, e a tal fine ha formato un'alleanza di convenienza con il Senato delle Nazioni Unite. Il risveglio della "Cradle" è il suo unico obiettivo e la sua missione.
Ramlethal Valentine apparve il 21 ottobre 2187 alle 12:12 in Giappone e dichiarò guerra al mondo, minacciando di uccidere chiunque lei riteneva "indegno". 
Nel Capitolo finale della storia, le sue emozioni e le sue convinzioni si sono ulteriormente sviluppate,grazie a Sin Kyske che le offre un Hamburger mentre impedisce a sua sorella di autodistruggersi e restituisce Elphelt il suo stato mentale non programmato. Fu vista per l'ultima volta in compagnia di Sol, Ky e Sin mentre guarda sua sorella essere richiamata nel backyard. 